# Monuments
Pour les articles homonymes, voir Monument (homonymie).
Monuments est un groupe de metal progressif britannique, originaire de Milton Keynes, en Angleterre. Il est formé en 2007 par les deux guitaristes John Browne (ex-Fellsilent) et Josh Travis (ex-The Tony Danza Tapdance Extravaganza). Le groupe compte au total quatre albums studio sur le label Century Media Records : Gnosis en 2012, The Amanuensis en 2014, Phronesis en 2018 et In Statis en 2022.

## Biographie
Monuments est formé par les guitaristes John Browne et Josh Travis en 2007. À ses débuts, le groupe joue sous le nom de Elements. En 2010, le groupe publie son premier EP intitulé We Are the Foundation. Après plusieurs changements de formation, le groupe signe avec Century Media Records en 2012 en annonçant l'arrivée du chanteur Matt Rose le même jour. Leur premier album, Gnosis, est publié le 28 août 2012. La même année, le groupe prend part à la tournée Euroblast avec Jeff Loomis ainsi que les groupes Vildhjarta et Stealing Axion. Une autre tournée européenne s'ensuit début 2013 avec Born of Osiris et After the Burial.
En mars 2013, Monuments se sépare de son chanteur Matt Rose. Quelques mois plus tard en juillet 2013, le groupe annonce que le chanteur Chris Barretto (ex-Periphery) va prendre sa place,. En décembre 2013, le groupe annonce sur Facebook qu'ils ont terminé l'enregistrement de leur deuxième album, qui a été enregistré au pays de Galles avec Romesh Dodangoda. En avril 2014, Monuments annonce la sortie de leur nouvel album The Amanuensis pour le 23 juin.
En juin 2016, le groupe fait un concert au Copenhell, à Copenhague. Un troisième album, intitulé Phronesis, est sorti le 5 octobre 2018. Le groupe part pour une tournée Européenne fin 2018, avec notamment des dates à Cologne, Munich, Milan et Paris.
En juillet 2019, Chris Barretto (ex-Periphery) quitte le groupe pour raison personnelle, il sera remplacé temporairement par Andy Cizek (Makari), afin de terminer les 5 dates au Royaume-Uni. Il sera finalement officiellement le chanteur du groupe 3 mois plus tard. Le début de l'année 2020, signe le retour de Mike Maylan après 5 ans d'absence, il sera donc de la partie pour la tournée Européenne de ce début d'année. Alors que le groupe semble être dans une bonne dynamique après une année 2019 mouvementée, Olly Steele annonce son départ du groupe en juillet 2021. Monuments annonce, finalement, un peu plus tard dans l'année, que l'enregistrement de leur nouvel album est terminé. In Stasis, sera finalement annoncé en janvier 2022, le groupe tient officiellement son 4ème album, le premier avec Andy Cizek au chant. 
En avril 2024, Mike Malyan quitte le groupe pour raison personnelle. 

## Discographie

### Albums studio
- 2012 : Gnosis
- 2014 : The Amanuensis
- 2018 : Phronesis
- 2022 : In Stasis

### Démo
- 2010 : We Are the Foundation

## Membres

### Membres actuels
- John Browne - guitare, production (depuis 2007)
- Werner Erkelens - basse  (depuis 2023)
- Andy Cizek - chant (depuis 2019)

### Anciens membres
- Mike Malyan - batterie (2019-2024)
- Adam Swan - basse  (2010-2023)
- Chris Barretto - chant, saxophone (2013-2019)
- Olly Steele - guitare (2011-2021)
- Mike Malyan - batterie (2010–2015)
- Matt Rose - chant (2012–2013)
- Neema Askari - chant (2010–2011)
- Greg Pope - chant (2010–2011)
- Josh Travis - chant (2007–2009)

### Membres live
- Paul Ortiz (Chimp Spanner) - guitare (2010)
- Kaan Tasan – chant (2010, 2011)
- John Gillen - batterie (2014)
- Alex Rüdinger - batterie (2014)
- Daniel Lang - batterie (depuis 2016)